# Eupterote anada
Eupterote anada är en fjärilsart som beskrevs av Moore 1860. Eupterote anada ingår i släktet Eupterote och familjen Eupterotidae. Inga underarter finns listade i Catalogue of Life.